# Комена-де-Жос
Комена-де-Жос (рум. Comăna de Jos) — село у повіті Брашов в Румунії. Адміністративний центр комуни Комена.
Село розташоване на відстані 177 км на північ від Бухареста, 41 км на північний захід від Брашова.

## Населення
За даними перепису населення 2002 року у селі проживали 986 осіб.
Національний склад населення села:
| Національність | Кількість осіб | Відсоток |
| -------------- | -------------- | -------- |
| румуни         | 709            | 71,9%    |
| цигани         | 275            | 27,9%    |

Рідною мовою назвали:
| Мова      | Кількість осіб | Відсоток |
| --------- | -------------- | -------- |
| румунська | 874            | 88,6%    |
| циганська | 112            | 11,4%    |